# Cheux
Cheux är en kommun i departementet Calvados i regionen Normandie i norra Frankrike. Kommunen ligger i kantonen Tilly-sur-Seulles som ligger i arrondissementet Caen. År 2018 hade Cheux 1 422 invånare.

## Befolkningsutveckling
Antalet invånare i kommunen Cheux
Referens: INSEE